# Tacotalpa (Messico)
Tacotalpa è una municipalità dello stato di Tabasco, nel Messico meridionale, il cui capoluogo è la città omonima.
La municipalità conta 46.302 abitanti (2010) e ha un'estensione di 737,0 km².
Il significato del nome della località in lingua nahuatl è Terra di rovi e di erbacce.